# MDK (videójáték)
Az MDK a Shiny Entertainment által 1997-ben kiadott, külső nézetes, akció sci-fi játék. Főhőse Kurt Hectic, egyszerű takarító, aki speciális, felfegyverzett csodaruhában veszi fel a harcot az ellenséges robotokkal, akik hatalmas bányagépeikkel (Minecrawler) érkeztek a Földre, hogy kizsigereljék azt. A játék grafikája és az orvlövész-mód messze megelőzte saját korát. Nagy sikerű zenéjét Tommy Tallarico szerezte. Folytatása, az MDK 2 2000-ben készült el.

## A játék története
Dr. Fluke Hawkins, az őrült tudós mindig is hitt az idegenek létezésében, de munkatársai kinevették, így szégyenében és egyben rossz érzéstől vezérelve kiköltözött az űrbe, ahová magával vitte hűséges alkalmazottját, a fiatal Kurt Hecticet is. Számos zseniális találmánya született itt, úgy mint a különleges kémruha, illetve Bones, a hatlábú, intelligens robotkutya. A professzor félelmei beigazolódnak, az ellenséges lények öt hatalmas bányagéppel érkeznek bolygónkra, hogy mindent felégessenek maguk után. A különleges védelmet nyújtó ruha éppen Kurt mérete, így ő tér vissza a Földre, hogy megküzdjön Gunter Gluttal és seregével. A küldetés teljesítéséhez öt létező várost, Laguna Beachet, Lindfieldet, Livingstont, Kirkcaldyt, Sparrow Pitet és az ellenséges anyabolygót kell végigjárnia. A játék során nincs lehetőség mentésre, csak minden pálya végén.

### A név magyarázata
A játék készítői hivatalosan nem foglaltak álláspontot. Az MDK-t leggyakrabban Murder Death Killként dekódolják, de feltűnő a hasonlóság a három főhős kezdőbetűivel Max, Doc, Kurt. A fejlesztők és a rajongók is előrukkoltak több ötlettel, mint a Mission: Deliver Kindness, Mother's Day Kisses, My Dear Knight, My Dog, Ken, Madonna Dates Kylie vagy My Diary and something that starts with K.

### A pályák alfája és omegája
Hawkins professzor minden pálya elején kiadja az aktuális küldetést, Kurt ejtőernyővel ugrik ki űrhajójukról, a Jim Dandyből, kicselezi a Minecrawler felderítő radarjait, illetve magához vesz néhány hasznos tárgyat. Ezek után behatol az ellenséges bányagépbe és minden pályán megkeresi a főellenséget. Minden szint végén lehetőség van a 150-es energia megszerzésére. Ha sikerült, Bones kiemeli a bányagépből és visszaviszi az űrhajóra. Végül egy képet láthatunk hőseinkről, ahogy pihennek. Azt is láthatjuk, mennyire pontosan céloztunk fegyverünkkel, az orvlövész sisakkal, hány töltényt lőttünk el és mennyi ellenséget semmisítettünk meg.

### A pályák
Laguna Beach: A környezet viharfelhős, mégis napsütéses, a sárga, fekete és piros színek dominálnak. A pálya és a haladás szerves részét képezi egy célzás-tutorial, ahol az igen csak elszaporodó ellenségeken gyakorolható az orvlövész-mód. Ezen a pályán két minijáték is található: egy alkalommal a levegőbe emelkedve lehet bombázni a robotokat, máskor pedig Kurt figyelmeztető robotnak álcázza magát, így épül be az ellenséges lények közé.
Lindfield:  Erre a pályára rengeteg csúszda, színes lövedékű ágyúk és a kékeszöldben játszó tükörpalota jellemzőek.
Livingston:  Az egyik legnehezebb pálya összefüggéstelen, őrült, színes tájakkal. A legjellegzetesebb jelenet az elmegyógyintézetre emlékeztető festékfoltos, dalmatapöttyös padlójú aréna.
Kirkcaldy: A játék legkönnyebb, legrövidebb idő alatt teljesíthető, havas környezetben játszódó pályája. Az út legjavát snowboard-deszkán kell megtenni. Jellegzetes a James Bond-zene a háttérben. Itt is található egy minijáték, szintén hajóból kell bombázni az ellenségeket.
Sparrow Pit: A legnehezebb pálya, amely sötét környezetben, baljóslatú zenével kísérve játszódik. Itt látható először szemtől szemben a nagyfőnök, de a végső küzdelemre még nem kerül sor.
A végső küzdelem: Az előző pálya közvetlen folytatása, ám ezúttal a kezdeti radaros jelenet nélkül. Az ellenséges anyabolygón, beleket idéző falak között kerül sor a végső csatára.

### Minijátékok
A négyfajta minijáték összesen ötször szerepel a játékban: az egyes pályán a kontrollpanel szétlövésével átvehetjük az irányítást a hajó felett, így a magasból lehet előre meg lehet tisztogatni  a hatalmas, ellenségekkel teli terepet. Hátránya, hogy az idegenek lövedéke eléri Kurtöt. Ez az akció a négyes pályán ismétlődik. Ugyanezen a szinten, ha összegyűjtünk 10 piros csontot Bonesnak, bónusznyereményt kapunk, például tornádót. Szintén a legelső pályán fel lehet venni a figyelmeztetőrobot-álcát, hogy az ellenség megtévesztésével szerezzük meg a kulcsot.

### Zene
A játékhoz 18 szám született Tommy Tallarico hangszerelésével. A változatos zenei anyag olyan nagy siker lett, hogy önálló, több mint egyórás CD-n is kiadták.

## A szereplők

### A főhősök
Kurt Hectic: Az őrült professzor szerény, csendes takarítója, aki vonakodik a szuperhős-szereptől. Egyedül rá jó a csoda-ruha, így elvállalja a küldetést és megmenti a világot. Az első részben csak őt irányíthatjuk.
Bones: A hatlábú robotkutya az űrben épült a professzor önkéntes visszavonulásában. Apróbb szerepeket kap a játékban, mint a  hajó vezetése, Kurt visszaemelése a hajóra, valamint az utolsó döfés az ellenséges megszállás vezérének.
Dr. Fluke Hawkins: Az őrült tudós, aki hitt az idegenek létezésében, ám mivel kollégái kinevették és megvetették ezért, elmenekült a világűrbe. Magával vitte hűséges asszisztensét, Kurtöt is. Az ő találmányai a kémruha és Max, a robotkutya. Ő is csak kisebb szerepekre vállalkozik, mint a küldetések kiadása és a főhős felszereléssel való felruházása.

### Az ellenségek

#### Általános ellenségek
Robotok: A játék során leggyakrabban feltűnő ellenség. Dobozokból termelődik. Sok fajtáját különböztetjük meg: kamikaze, szürke, fehér, kék, ágyúkarú, piros és tüzes csíkot húzó.
Őrzők: Az ajtókat védik. Két fajtájukat különböztetjük meg: az türkiz színű körbepörögve lő nagy sebet ejtő, sárga lövedéket; a másik kutyafejű, széles vállú, nagy sebet ejtő, kék lövedékkel tüzel.
Tornyok: Különböző magasságból lőnek nagy sebet ejtő, kék lövedéket vagy tüzes ágyúgolyókat.
Tankok: Az egyik legveszélyesebb ellenség. Az égből is érkezhet egy hajó szállítmányaként. Két részletben lehet megsemmisíteni: először az ágyúját kell elpusztítani, majd magát a tankot. robotokat termelő doboz is lehet a tetején. Nagy sebet ejtő, kék lövedéket lő. Megpróbálja elütni Kurtöt.
Harci kutyák: Robot vérebek. Csak a 3-as és az 5-ös pályán tűnnek fel. Harapással támadnak.
Űrhajók: Három fajtáját különböztetjük meg: az egyik robotokat, robbanékony ládákat, tankokat szállít, a másik ágyúkkal rendelkezik, amelyek nagy sebet ejtő, kék lövedékkel tüzelnek, a harmadik kisebb méretű, igen gyakori, de alig okoz sérülést.
Húscafat: Csak a kettes pályán tűnik fel. Egy vékony kötélen leng, nyomkövető, az ütközés energiavesztéssel jár.
Kukoricafejű pálcikaember: Egyedül az ötös pályán tűnik fel. Zeneszerető, lövedéke Y alakú.
Targonca: Egyedül az ötös pályán jelenik meg. Automata, megpróbálja elütni a főhőst. Ha eltávolítod a vezetőjét, lövéssel platformként tologatható.
Golyók: Különböző méretű, nehéz fémgolyók, amelyek megpróbálnak rágördülni a főhősre
Taposó: Súlyos, rakéta alakú ellenség, amely csak egyetlen pillanatokra jelenik meg és nagy robbanást okoz

#### Passzív szereplők
Fóka: A 3-as és 4-es pályán tűnik fel a vízben úszkálva, dobozokba zárva vagy a talajon csúszva-mászva. Teljesen ártalmatlan, nincs jelentősége.
Figyelmeztető robot: Ellenségek nagyobb csoportja előtt őrködik és figyelmezteti őket, ha Kurt közeledik. Teljesen ártalmatlan, fegyvere nincs.

#### Nagyellenségek
Slit Eye: Az első Minecrawler őrzője, embertestű, kígyófejű szörny, aki egy hagymakupolából harcol. Háromszor kell eltalálni a fejét. Folyamatosan érkeznek segítségére a robotok.
Gunter Jr.: A második pálya főnöke. Apja az ellenséges megszállás vezetője, Gunter Glut. Alkoholista. Először üveg űrhajóját kell megsemmisíteni, csak ezután őt magát. Folyamatosan érkeznek segítségére a robotok.
Pyke: Feje jellegzetesen csúcsos és mindig vicsorít. Kör alakú kabinjából 4 forgó, tüzes tölténnyel harcol ellenünk, ezek ágyúját kell egyesével megsemmisíteni. Folyamatosan érkeznek segítségére a harci kutyák.
Gunter Glut: Gunter Jr. apja, az ellenséges megszállás vezére. Súlyosan elhízott, imádja a hasát, ez lesz a veszte.

## A tárgyak

### A szuperruha
Dr. Hawkins világűrben született találmánya, ami egyedül Kurtre jó a 3 főhős közül. Eredeti nyelven coil suit, azaz csavaros ruha. A testhezálló kémruha véd a nyomáskülönbség ellen, három elengedhetetlen, beépített tartozéka a kézre csatolható fegyver, a zoommal ellátott orvlövész sisak, amellyel akár 100%-ig ráközelíthetünk a legmesszebb ellenségre is, valamint itt gyűjtjük a különböző töltényeket és a beépített ejtőernyő, kisebb távolságok repülve való megtevéséhez.

### Nyeremények
Alma: +10% energia (100% után nem növeli az energiát)
Cukorka: +1% energiaforrás (100% után nem növeli az energiát)
Csirkecomb: +50% energia (100% után nem növeli az energiát)
Folyékony homokóra: 100% energia (100% után nem növeli az energiát)
Sikoltozó doboz: 150% energia

### Töltények
Önvezérlésű töltény: Magától beméri a célpontot
Mozsárbomba: Távoli, ívelt lövésekhez
Orvlövész gránát: Nagy erővel képes felrobbanni
Önvezérlésű orvlövész gránát: Magától beméri a célpontot és nagy erővel képes felrobbanni
Bones Airstrikes: Bones kutyát hívja segítségül

### Fegyverek
Gránát: Távolabbi célpont felrobbantásához
A világ legérdekesebb bombája: Mindössze háromszor fordul elő a játékban. Két lépésben semmisíti meg az ellenfelet: először felnyílik a doboz, maga köré gyűjti és hipnotizálja az ellenségeket, majd mindet felrobbantja.
A világ legkisebb atomrobbanása: Az ajtók kinyitásához használható, pici palackba csomagolt, hatalmas erejű robbanás
Szuperfegyver: 500 töltény, nagyobb lövőerő
Csalibábu: Kurt felfújható hasonmása, ami eltereli az ellenfelek figyelmét
Groovy: Égből potyogó tehenek ütik agyon az ellenfeleket
Isteni kalapács: Földrengést képes okozni, ami elpusztítja az összes közelben levő ellenséget
Tornádó: A forgószél magába szippantja az összes ellenséget
Fóka: A végső csatához használható csali (egyedül az utolsó pályán használható)
Bones fókának álcázva: A titkos fegyver, ami az utolsó csapást méri az ellenséges megszállás vezérére (egyedül az utolsó pályán használható)

## Érdekességek
- A Shiny stúdiója valóban Laguna Beachen, az egyes pálya színhelyén volt található, amíg meg nem szűnt.
- A Groovy nevű nyeremény és az égből potyogó tehenek utalás a Shiny másik játékára, az Earthworm Jimre.
- Az egyes pályán található egy easter egg: a két tankkal való küzdelem után át lehet ugrani a szakadék felett az ő térfelükre és ott felszedni a 150-es energiát.
- A játékot egy videóklip zárja le a speciálisan erre az alkalomra írt számmal, ahol a nagyellenségek együttest alapítanak.
- Az ötös pálya egyik termében szinte az összes nyereménytárgy feltűnik, néhány kivételével.
- Németországban sok elem cenzúrázásra került, mint a hulló végtagok, fejek, a robbanás nagysága és a vér színe.